# Facebook Watch
Facebook Watch es un servicio de vídeo bajo demanda operado por Facebook. Se anunció el 9 de agosto de 2017, con disponibilidad inicial al día siguiente y con despliegue inicialmente a Estados Unidos el 10 de agosto de 2017 y a todo el mundo el 30 de agosto de 2018. El contenido de vídeo original de Facebook Watch es producido para la empresa por socios, que ganan el 55% de los ingresos publicitarios, mientras que Facebook conserva el 45%.
Este servicio ofrece recomendaciones personalizadas para ver vídeos, así como paquetes de contenido categorizado en función de factores como la popularidad y el compromiso con los medios de comunicación social. Facebook quiere que su plataforma ofrezca entretenimiento en formato corto y largo, con un presupuesto total de 1.000 millones de dólares en contenido hasta 2018. Facebook monetiza los vídeos a través de las pausas publicitarias intermedias, y planea probar la publicidad previa a la inscripción en 2018.

## Historia
Facebook Watch fue anunciado por Facebook el 9 de agosto de 2017 como su propio servicio de vídeo bajo demanda. El día después, fue lanzado para un pequeño grupo de usuarios estadounidenses, con disponibilidad a todos los usuarios de los Estados Unidos a partir de finales de agosto.
A partir de finales de agosto de 2017 la plataforma se lanzó en todo el mundo.
El 25 de julio de 2018, Facebook hizo su primera presentación en la gira anual de prensa anual de verano de la Asociación de Críticos de Televisión. Durante el tiempo asignado de Facebook, Fidji Simo Vicepresidente de Producto para Video, y Ricky Van Veen  Jefe de Estrategia Creativa Global, mostraron la continua aceleración de la programación original de Facebook en Facebook Watch.

## Presupuesto y monetización

### Presupuestos para contenidos
Para los vídeos de formato corto, Facebook tenía originalmente un presupuesto aproximado de 10.000 a 40.000 dólares por episodio, aunque los contratos de renovación han puesto el presupuesto en el rango de $50.000 a $70.000. Las series televisivas de larga duración tienen presupuestos entre $250,000 y más de $1 millón. "The Wall Street Journal" informó en septiembre de 2017 que la empresa estaba dispuesta a gastar hasta 1.000 millones de dólares en contenido de vídeo original hasta 2018.

### Monetización
Facebook obtiene el 45% de los ingresos por rotura de publicidad para el contenido mostrado en Facebook Watch, mientras que sus socios productores de contenido reciben el 55% de los ingresos por publicidad. En enero de 2017, la empresa anunció que añadiría publicidad "mid-roll" a sus vídeos, en los que aparecerán anuncios en vídeos después de que los usuarios hayan visto al menos 20 segundos. En diciembre de 2017, Ad Age informó que Facebook estaba levantando una prohibición de larga data sobre los anuncios "pre-roll", un formato publicitario que muestra contenido promocional antes de que los usuarios inicien el vídeo real. Facebook se había resistido a utilizar los anuncios pregrabados porque el formato tiene una "reputación para los espectadores molestos" que quieren llegar al contenido deseado, aunque el informe afirmaba que la empresa intentaría sin embargo el formato. Dos semanas después del informe de Ad Age, Facebook actualizó su blog para señalar que el formato de publicidad pre-roll comenzaría a probar en 2018, y que se iban a producir cambios en los anuncios mid-roll; específicamente, no pueden aparecer hasta un minuto en un vídeo, y sólo están disponibles para los vídeos que se ejecutan durante al menos tres minutos, en comparación con la regla original de aparecer después de 20 segundos en vídeos potencialmente tan cortos como 90 segundos.

## Características
En la pestaña Watch, Facebook ofrece recomendaciones personalizadas de vídeos para ver, así como categorías de contenido de vídeo incluido, incluyendo "Más hablados sobre","¿Qué está haciendo reír a la gente?", y muestra "¿Qué ven tus amigos?".

## Recepción
Brian Nowak, analista de Morgan Stanley, estima que "Facebook Watch" puede generar 565 millones de dólares en ingresos para Facebook a finales de 2018. El analista de Jefferies, Brent Thill ha predicho que el servicio tiene el potencial de generar $ 12 mil millones en ingresos para 2022.